# Mark Cuban
Mark Cuban (Pittsburgh, Pensilvania, 31 de julio de 1958) es un empresario estadounidense, inversor, antiguo propietario de los Dallas Mavericks de la NBA (en la actualidad solo es accionista minoritario) y también es propietario de la empresa de cine y entretenimiento 2929 Entertainment. Es conocido por ser un inversor en la serie Shark Tank. En 2011 escribió el libro titulado Cómo ganar en el deporte de los negocios, en el que describe crónicas de sus experiencias en los negocios y en los deportes.

## Primeros años
Cuban nació en Pittsburgh, Pensilvania, y creció en el opulento suburbio de Mt. Lebanon, siendo parte de una familia de clase trabajadora judía. Su abuelo cambió el nombre de la familia de "Chabenisky" a "Cuban" después de que sus abuelos de origen ruso llegaran a la isla Ellis. Mark es hijo de Shirley y Norton Cuban; Norton fue un tapicero automotriz. El primer paso de Cuban en el mundo de los negocios ocurrió cuando apenas tenía 12 años, vendiendo bolsas de basura para poder pagar unas zapatillas de baloncesto. Mientras acudía a la escuela secundaría de Mt. Lebanon mantuvo varios trabajos, incluyendo camarero, instructor de baile disco, y animador de fiestas.
En vez de acudir al último año de secundaria, Mark se inscribió como estudiante a tiempo completo en la Universidad de Pittsburgh donde se unió a la fraternidad internacional de Pi Lambda Phi. Después de un año en la Universidad de Pittsburgh,
fue transferido a la Universidad de Indiana en Bloomington, Indiana y se graduó de la Kelley School of Business en 1981 con una licenciatura en administración de empresas. Mark seleccionó a la universidad de Kelley School of Business de Indiana sin haber visitado el campus ya que "era la escuela con la colegiatura más barata de todas las escuela de negocios de la lista de las top 10". Durante la universidad, Mark tuvo diferentes empresas, incluyendo un bar, una empresa de lecciones de baile disco, y una compañía de cartas en cadena.

## Carrera en los negocios
En 1982 Mark se mudó a Dallas, Texas. Cuban primero encontró trabajo como dependiente de un comercio, después como un ejecutivo de venta para Your Business Software, una de las primeras empresas de venta de PCs al por menor en Dallas. Cuban fue despedido menos de un año después, debido a que en lugar de abrir la tienda, decidió hablar con un cliente para crear un negocio nuevo.
Cuban fundó una compañía llamada MicroSolutions, con el soporte de sus clientes de su trabajo pasado. MicroSolutions fue, inicialmente, una compañía orientada en la integración de sistemas, además de revender programas informáticos. La compañía fue una de las primeras defensoras de las tecnologías como el software Carbon Copy, y Lotus Notes, además de CompuServe, Uno de los clientes más importantes de MicroSolutions fue Perot Systems. En 1990, Mark vendió la empresa a CompuServe, subsidiaria de H&R Block, por 6 millones de dólares, teniendo una ganancia aproximada de $2 millones de dólares después de impuestos.
En 1995, Cuban, Todd Wagner, y otros estudiantes de la Universidad de Indiana crearon AudioNet, combinando el interés que compartían en el equipo de baloncesto de la universidad de Indiana, Los Hoosiers de Indiana, además de su gusto por las transmisiones en Internet. Con un solo servidor y una línea ISDN, Audionet se convirtió en Broadcast.com en 1998. Para el año 1999, Broadcast.com había tenido un crecimiento considerable ya que contaba con 330 empleados y tenía ingresos por más de $13'5 millones de dólares para el segundo trimestre del año. En ese mismo año, 1999, durante el boom de las empresas de Internet, Broadcast.com fue adquirida por Yahoo! por $5700 millones en acciones de Yahoo!.
Después de la venta de Broadcast.com, Cuban diversificó su riqueza para evitar riesgos ante una caída en la bolsa. En 2011, Cuban fue el número 459 en la lista de las personas más ricas del mundo de Forbes', con una riqueza neta de $2.600 millones. El Libro de los récords Guinness premia a Cuban por la "transacción más grande de e-commerce", después de que pagara 40 millones de dólares por su avión Gulfstream V en octubre de 1999.
Cuban continúa trabajando con Wagner en otra empresa, 2929 Entertainment, la cual provee producciones integradas verticalmente, además de que distribuye vídeos y películas.
El 24 de septiembre de 2003, la empresa anunció la compra de los cines Landmark una cadena de 58 cines de arte independiente. La compañía es responsable de la versión actualizada del programa de televisión Star Search, la cual fue transmitida por CBS. 2929 Entertainment lanzó Bubble, una película dirigida por Steven Soderbergh, en cines y en formato DVD en el mismo día como un lanzamiento simultáneo, en enero de 2006.
Cuban apareció en la portada de la primera edición de noviembre de 2003 de la revista Best anunciando la llegada de la televisión de alta definición. Cuban también fue un cofundador, junto con Philip Garvin, de AXS TV, la primera red de televisión de alta definición por satélite.
En febrero de 2004, Mark anunció que estaría trabajando con la ABC para producir un show de televisión llamado The Benefactor. La premisa de la serie de seis episodios implicaba la participación de 16 personas, quienes tratarían de ganar 1 millón de dólares participando en diferentes concursos en los que su rendimiento sería juzgado por Cuban. Esta serie fue estrenada el 13 de septiembre de 2004, sin embargo debido a la baja audiencia que la serie atrajo, esta fue cancelada antes de que la temporada completa saliera al aire.
Cuban apoyó financieramente a Grokster en la Suprema Corte de Estados Unidos en el caso de MGM Estudios Inc vs Grokster Ltd.. Él es socio en Synergy Sports Technology, una herramienta de vídeo por Internet usada por varios equipos de la NBA.
Cuban también ha liderado diferentes emprendimientos en social software e industrias Distributed Networking. Él es uno de los dueños de IceRockett, un motor de búsqueda que escanea el contenido de la información existente en foros y muestra los resultados. Cuban fue socio de RedSwoosh—una compañía que usa tecnología "peer-to-peer" para entregar contenido multimedio incluyendo videos y software a los usuarios de PC. Esta compañía fue adquirida tiempo después por Akamai. Fue también un inversionista en Weblogs, Inc., empresa después adquirida por AOL.
En 2005, Mark invirtió en Brondell Inc., una compañía de reciente creación que producía un asiento de baño de alta tecnología llamado Swash, el cual funciona como un bidé pero se monta en asientos de baños normales. "La gente tiende a acercarse a la tecnología de la misma manera, ya sea en frente de ellos, o detrás de ellos," comentaba Cuban. Él también invirtió en Goowy Media Inc., una compañía de software de reciente creación basada en San Diego. En abril de 2006, Sirius Satellite Radio anunció que Cuban estaría participando semanalmente en su propio programa, el cual se llamó Radio Maverick de Mark Cuban. Sin embargo, el programa nunca se emitió.
En julio de 2006, Cuban financió a Sharesleuth.com, un sitio de internet creado por el exinvestigador del St. Louis Post-Dispatch, el reportero Christopher Carey, para revelar fraudes e información errónea de las compañías públicas.
Experimentando con un nuevo modelo de negocio para hacer al periodismo por internet un negocio financieramente viable, Cuban reveló que él compraría acciones de las compañías mencionadas en Sharesleuth.com antes de que las publicaciones sean emitidas. Analistas legales y de negocios criticaron la oportunidad de comprar acciones en corto antes de realizar anuncios públicos que provocarán que los valores de estos instrumentos bajen. Cuban insistió en que esta práctica es legal.
En abril de 2007, Cuban se asoció con Mascot Books para publicar su primer libro para niños, Vamos, Mavs!. En noviembre de 2011, él escribió un e-book de 30 000 palabras, "Como ganar en el deporte de los negocios: si yo lo puedo hacer, tu lo puedes hacer", el cual él describió como "una manera de motivarse".
En octubre de 2008, Cuban inició Bailoutsleuth.com como una base en línea para vigilar el rescate de 700 billones de dólares del gobierno de los Estados Unidos a las instituciones financieras.
En septiembre de 2010, Cuban proporcionó una cantidad de dinero no determinada a la firma de análisis de mostrador llamada Motionloft. Según el CEO de la compañía Jon Mills, Mills envió un correo electrónico a Cuban, en un capricho, con la proposición de negocio de la compañía; Mills menciona que Cuban respondió rápidamente interesado en la empresa. En noviembre de 2013, varios inversionistas cuestionaron a Mark acerca de la representación de Mills en una adquisición pendiente de Motionloft. Cuban negó que una adquisición se estuviera llevando a cabo. Mills fue removido como CEO de Motionloft por los accionistas el 1 de diciembre de 2013, y en febrero de 2014 fue arrestado por el FBI y acusado de fraude donde se mantiene que Mills tergiversó información para decir a los inversionistas que Motionloft sería adquirida por Cisco. Cuban ha mencionado al estado que la tecnología que al menos parte de su objetivo es servir a los integrantes de la industria de bienes raíces comerciales, está "cambiando el juego" para los inquilinos.

### Magnolia Pictures
Cuban es dueño de la distribuidora de películas Magnolia Pictures. A través de Magnolia, él financió la película Redacted, un docudrama basado en los asesinatos de Mahmudiya, el cual cuenta la violación, el asesinato y la quema de los restos de una niña iraquí de 14 años, además del asesinato de sus padres y su hermana menor, por soldados de los Estados Unidos en marzo de 2006. Dos de los soldados fueron condenados y tres se declararon culpables, recibiendo sentencias de hasta 110 años. En septiembre de 2007, Cuban, en su capacidad de dueño de Magnolia Pictures, "redactó" las fotografías distribuidas para los momentos finales de la película, citando derechos de autor y problemas de permisos.
También en 2007, Cuban estuvo interesado en distribuir una edición de la película Loose Change, la cual muestra una teoría de conspiración, narrada por Charlie Sheen, acerca de los ataques del 11 de septiembre de 2001 en Estados Unidos. Cuban comentó al periódico the New York Post, "Hemos tenido discusiones acerca de distribuir los videos existentes con la participación de Chalie como narrador, sin agregar ninguna característica nueva. También estamos buscando producciones con un punto de vista opuesto. Nos gustan los temas controversiales, sin embargo somos agnósticos ante el lado desde donde la controversia proviene"."
En abril de 2011, Cuban puso a la venta Magnolia Pictures y Landmark Theatres, sin embargo él comentó qué "si no recibimos el precio que queremos, estaremos contentos de continuar haciendo dinero de estas propiedades"."

### Alegación de uso de información privilegiada
El 17 de noviembre de 2008, se notificó que la Comisión de bolsas de valores de Estados Unidos (SEC) inició una demanda civil en contra de Mark Cuban, con el presunto cargo de uso de información privilegiada en las acciones de Mamma.com, ahora conocidas como Copernic. Una dilución de acciones ocurrió justo después de una transacción en junio de 2004, dando pistas del conocimiento de información interna a la hora de la transacción. A partir de esta transacción, Cuban presuntamente se "salvó" de tener una pérdida de 750.000 dólares. La SEC comentó que Cuban ordenó la venta de sus acciones de Mamma.com después de haber sido confidencialmente informado por la compañía acerca de una posible dilución de las acciones de los socios de la empresa. Cuban criticó los cargos mencionando que él no había aceptado mantener el secreto de la información. Cuban escribió en su blog que los hechos eran falsos y que la investigación era "un resultado del abuso de la discreción procesal". DealBook, una sección del periódico The New York Times, informó de que, según información de una fuente anónima, la investigación en contra de Cuban fue motivada por un empleado de la SEC por haber tenido una agresión a sus intereses debido a la distribución de la película Loose Change.
En julio de 2009, la corte de distrito de los Estados Unidos rechazó los cargos contra Cuban, sin embargo la SEC apeló la resolución. En septiembre de 2010 una corte de apelaciones comento que la corte de distrito había cometido un error al rechazar los cargos y que se necesitarían procedimientos futuros para poder llevar a cabo la demanda.
Un jurado de Texas declaró a Cuban inocente de los cargos el miércoles 16 de octubre de 2013. El jurado de nueve miembros discutió el caso por 3 horas y 35 minutos antes de declarar un resultado.
En marzo de 2014, Cuban estuvo al aire en la CNBC criticando las operaciones de alta frecuencia. Las personas que se encuentran en contra de este tipo de transacciones, Cuban entre ellos, creen que la tecnología es equivalente a operaciones con información privilegiada automatizadas.

## Dallas Mavericks

### Propiedad
El 4 de enero de 2000, Cuban compró la mayoría de las acciones del equipo de los Mavericks de Dallas de la NBA por $285 millones a H. Ross Perot, Jr.
En los 20 años antes de que Cuban comprara el equipo, los Mavericks solo habían ganado el 40 por ciento de los juegos y tenían un récord de playoffs de 21-31. En los 10 años siguientes, el equipo ganó el 69 por ciento de los juegos de las temporadas regulares y alcanzó los playoffs en todas las temporadas excepto por una. El récord de Playoffs de los Mavericks con Cuban es de 49 victorias y 57 derrotas, incluyendo el primer viaje a las finales de la NBA en 2006, en donde perdieron ante el equipo Miami Heat.
El 12 de junio de 2011, los Mavericks vencieron al equipo de Miami para ganar la final de la NBA. Históricamente los dueños de los equipos de la NBA juegan un rol más pasivo, observando los juegos desde sus palcos, sin embargo Cuban se sienta con los fanes y entrega playeras del equipo. Cuban viaja en su jet privado, un Gulfstream V, para ir a cada uno de los juegos.
En mayo de 2010, H. Ross Perot, Jr., quien mantenía aún el 5 por ciento de acciones del equipo, inició una demanda contra Cuban, por la presunta insolvencia o futura insolvencia de la franquicia. En junio de 2010, Cuban respondió ante la corte que Perot se encontraba buscando dinero para eliminar algunas de sus pérdidas por más de $100 millones en el desarrollo de viviendas Victory Park.

### Controversias de las políticas de la NBA
La propiedad de Cuban ha sido la fuente de una atención extensa por parte de los medios, además de una controversia acerca de las políticas de la liga.
Cuban fue multado por la NBA, mayormente por críticas dirigidas a la liga y sus árbitros, por al menos 12 millones por 23 incidentes. En una entrevista realizada e 30 de junio de 2006, el jugador Dirk Nowitzki comentó acerca de Cuban lo siguiente:

Él tiene que aprender como controlarse a sí mismo, así como controlar a los jugadores. Nosotros no podemos molestarnos todo el tiempo en la cancha y fuera de la cancha, además creo que el debe aprender eso también. Él tiene que mejorar en esa área y no gritarle a los oficiales de juego todo el tiempo. Yo no pienso que eso nos ayude  ... Él se sienta en nuestra banca. Yo pienso que es demasiado, pero todos nosotros se lo hemos dicho antes. No es nada nuevo. El juego empieza y él ya les está gritando. Él debe saber como controlarse a sí mismo un poco.

En una entrevista con la Associated Press, Cuban comentó que él dona la misma cantidad por la que es multado por la NBA. En un incidente nacionalmente conocido, él criticó al director de los oficiales, Ed T. Rush, comentando que el "no sería capaz de administrar un Dairy Queen". La dirección de Dairy Queen tomo como ofensa los comentarios de Cuban e invitó a Cuban a administrar un restaurante Dairy Queen por un día. Cuban aceptó la invitación de la compañía y trabajó por un día entero en un Dairy Queen de Coppell, Texas, donde los fanes se formaron por las calles para obtener un Blizzad de las manos del dueño de los Mavericks.
Durante la temporada de 2005-06 de la NBA, Cuban comenzó una campaña de abucheos cuando el exjugador de los Mavericks Michael Finley regresó a jugar contra el equipo como parte de los San Antonio Spurs. En un juego de la liga entre los Mavericks y los Spurs, Cuban insultó al delantero Bruce Bowen y fue multado con 200.000 dólares por la NBA por apresurarse ante la corte y criticar a los oficiales de la NBA. Después de las finales de 2006 de la NBA, Cuban fue multado con 250.000 dólares por la NBA por repetir el mal comportamiento durante la derrota de los Mavericks ante el equipo de Miami Heat en el juego cinco de la final de la NBA de 2006.
En febrero de 2007, Cuban criticó públicamente al NBA Finals MVP Dwyane Wade y declaró que el sería multado si él dijera lo que pensaba que realmente había pasado en las finales de la NBA de 2006.
El 16 de enero de 2009, la liga multó a Cuban con $25.000 por gritarle al jugador J. R. Smith de los Denver Nuggets al final de la primera mitad en un juego entre los Mavericks y los Nuggets jugado el 13 de enero. Cuban se molestó aparentemente debido a que Smith lanzó un codazo que rozó al delantero de los Mavericks Antoine Wright. Cuban se ofreció a donar la misma cantidad por la que fue multado a una fundación elegida por Smith. Cuban comentó que si el no escuchaba nada por parte de Smith, él donaría el dinero al fondo de metas y sueños de la Asociación de jugadores de la NHL en los nombres de Todd Bertuzzi y Steve Moore. En mayo de 2009, Cuba hizo una referencia a los Nuggets de Denver comentando que estos eran "rufianes". Este hecho se presentó después de una derrota ante este equipo en el juego 3 de la conferencia de semifinales de occidente. El comentario fue orientado a los jugadores de los Nuggets y sus fanes. Cuando el salía de la cancha terminado el juego, el señaló a la madre de Kenyon Martin, quién se encontraba sentada cerca de Cuban, y comentó, "eso incluye a su hijo". Este comentario controversial atrajo la atención de los medios a Cuban nuevamente. Cuban se disculpó al día siguiente referenciando el maltrato que reciben los fanes del equipo visitante en las canchas de la liga. La liga comentó que no multarían a Cuban.
El 22 de mayo de 2010, Cuban fue multado con 100.000 dólares por comentarios hechos durante una entrevista de televisión acerca de la posible contratación de LeBron James.
A pesar de su historia, él estuvo notablemente silencioso durante el campeonato de los Mavericks en 2011.
A pesar de la historia de Cuban con David Stern, él cree que el comisionado de la NBA dejará un legado duradero en la NBA cuando se retire en 2014. Cuando se le preguntó a Cuban acerca del tipo de legado que Stern dejaría el contestó, "Yo creo que es un legado enfocado en el crecimiento y en reconocer que la NBA se encuentra en el negocio del entretenimiento y que además es un producto mundial y no solamente local. En todas las plataformas en las que él nos metió, él siempre estaba listo para hacerlo. El no era sobreprotector. Él siempre estaba abierto a todo. Yo pienso que eso era bueno."
El 18 de enero de 2014, Cuban fue multado nuevamente con $100.000 por confrontar a los árbitros usando un lenguaje inapropiado. Como Cuban lo hizo con sus multas pasadas, el decidió donar la misma cantidad por la que fue multado, sin embargo decidió crear una condición para la donación, obtener 2 millones de seguidores en su cuenta de Twitter. Cuban también dijo bromeando que no podía dejar ir a Stern sin una despedida apropiada.

## Otros negocios en los deportes
En 2005, Cuban expresó su interés en la compra del equipo de la NHL (Liga Nacional de Hockey) Pittsburgh Penguins. En 2006, Cuban se unió a un grupo de inversionistas junto con Dan Marino, Kevin Millevoi, Andy Murstein, y los dirigentes de Walnut Capital, Gregg Perelman and Todd Reidbord. Este grupo tenía como objetivo intentar la compra de los Pingüinos de Pittsburgh. La franquicia decidió no aceptar la oferta del grupo.
En las Survivor Series de 2003 de World Wrestling Entertainment', Cuban estuvo involucrado en un altercado en el escenario con RAW FM Eric Bischooff y la superestrella de RAW Randy Orton. El 7 de diciembre de 2009, Cuban actuó como anfitrión invitado de WWE Raw, donde él tuvo su venganza ante Randy Orton por su ataque en la Serie Survivor de 2003, donde él fue un árbitro invitado en su encuentro contra Kofi Kingston donde él le dio a Kingston una cuenta rápida. Cuban después anunció que Orton enfrentaría a Kingston en TLC: Tables, Ladders & Chairs (Mesas, escaleras y sillas). Al final del show, Cuban fue golpeado con una mesa por el contendiente número 1 para el Campeonato de la WWE, Sheamus.
El 12 de septiembre de 2007, Cuban dijo que él estaba en pláticas con Vince McMahon de World Wrestling Entertainment para crear una compañía de artes marciales mixtas que compitiera con Ultimate Fighting Championship. Cuban es dueño de bonos de Zuffa, la compañía matriz de UFC.
Cuban continuó sus intenciones organizando "HDNet Fights", un show de artes marciales mixtas que está al aire exclusivamente en HDNet y tuvo su estreno el 13 de octubre de 2007 con un show encabezado por una pelea entre Erik Paulson y Jeff Ford, al igual que peleas en donde participaron los veterano Drew Fickett y Justin Eilers.
Desde 2009, Cuban ha sido panelista en la conferencia de análisis del deporte de MIT Sloan.
En abril de 2010, Cuban prestó $5 millones a la United Football League (UFL) de reciente creación. Él no poseía la franquicia y no estuvo envuelto en las operaciones del día a día de ninguno de los equipos. En enero de 2011, él inició una demanda federal en contra de la UFL por no haber pagado el préstamo que se debía terminar el 6 de octubre de 2010.

### Liga Mayor de Baseball
Cuban ha expresado su interés repetidamente en ser dueño de un equipo de la franquicia de la Liga Mayor de Baseball y hasta ahora ha intentado la compra de equipos por tres ocasiones, sin embargo ha fallado. En 2008, el presentó una oferta inicial de $1,3 billones para comprar los Chicago Cubs y fue invitado para participar en una segunda sesión de ofertas junto con otros dueños potenciales. Cuban no fue seleccionado para participar en la sesión de ofertas final en enero de 2009. En agosto de 2010, Cuban ofertó para comprar a los Texas Rangers. Cuban detuvo sus ofertas después de la 1 a. m. después de haber hecho propuestas por casi $600 millones. Él había sobrepujado la oferta de otro grupo de inversionistas liderados por el exjugador y ejecutivo de los Rangers, Nolan Ryan. Sin embargo él perdió el trato antes que los Rangers jugaran contra los San Francisco Giants en la Serie Mundial de 2010.
En enero de 2012, Cuban colocó una oferta inicial para Los Angeles Dodgers, pero fue eliminado antes de la segunda sesión de ofertas. Cuban mencionó que el valor de los derechos de TV de los Dodgers hizo que el precio de la franquicia se volviera demasiado alto. Él había dicho previamente que no estaba interesado en comprar la franquicia a $1 billón, comentando al periódico Los Angeles Times en noviembre de 2011: "Yo no creo que la franquicia de los Dodgers valga el doble de lo que valen los Rangers." Sin embargo, a medida que el proceso de ofertas se acercaba, muchos especularon que la venta sobrepasaría $1,5 billones, con Jon Heyman de deportes CBS reportando vía Twitter que al menos una oferta en el rango de $1-1,15 billones fue ofertada en la sesión inicial de ofertas. Al final de las ofertas, los Dodgers se vendieron por 2,15 billones de dólares a Guggenheim Baseball Management.
Cuban expresó su interés anteriormente en convertirse un dueño minoritario de los New York Mets después de que el dueño Fred Wilpon anunciara en 2011 que él estaba planeando vender 25 por ciento de las acciones del equipo.

## Actividad Política
Cuban es un admirador de la autora y filósofa Ayn Rand. Él comentó acerca de la novela de Rand, The Fountainhead, que "[La novela] fue increíblemente motivante para mí. Me dio fuerzas para pensar en mi como un individuo, tomar riesgos para alcanzar mis metas, y tomar responsabilidad por mis fracasos y mis éxitos. La amé." Su ideología política apunta al liberalismo. Formó parte del consejo asesor del movimiento político centrista Unity08. Mientras Cuban aprendía del libertarismo, él posteó un comentario en su blog diciendo que pagar más impuestos es el acto más patriótico que alguien puede hacer.
Cuban ha donado $7000 a campañas políticas, $6000 para el Senador Republicano Orrin Hatch de Utah, y $1000 para la Congresista de California Zoe Lofgren del Partido Demócrata.
El 8 de febrero de 2008, Cuban mostró su apoyo, a través de su blog, al movimiento iniciado para convencer al alcalde de la ciudad de Nueva York, Michael Bloomberg, para participar en las elecciones presidenciales de Estados Unidos de 2008. Cuban concluyó un post lamentándose por el estado actual de las políticas de Estados Unidos diciendo: "¿Estás escuchando, Bloomberg? Por menos de lo que cuesta crear una película, tú puedes cambiar el estatus quo." El finalmente votó por Barack Obama en las elecciones del 2008.
En respuesta a la oferta realizada por Donald Trump al presidente Barack Obama de 5 millones de dólares a la caridad que Obama elija por liberar los trámites de pasaporte y los expedientes de los universitarios al público, Cuban ofreció 1 millón de dólares a Trump en la caridad que él elija si se rapa la cabeza.
El 19 de diciembre de 2012, Cuban donó 250.000 dólares a la Fundación de la Frontera Electrónica para apoyar su trabajo en la reforma de las patentes. Una parte de su donación dio fondos para crear una nueva posición en el equipo de la fundación creando: la silla de Mark Cuban para eliminar patentes estúpidas.

### Fondo de los Patriotas Caídos
Cuban comenzó el Fondo de los Patriotas Caídos para ayudar a las familias del personal herido o muerto en la Guerra de Irak del ejército de los Estados Unidos. El personalmente donó los $1 millón en contribuciones del fondo de la fundación Mark Cuban, la cual es dirigida por su hermano, Brian Cuban.

### El plan de estímulos de Mark Cuban
El 9 de febrero de 2009, Cuban anunció lo que él llamó "El plan de estímulos de Mark Cuban", en donde se incluía lo que él llamó "una fuente abierta de intercambio de ideas." Su plan tiene como objetivo que las personas comuniquen sus ideas que tengan ciertas características como, tener utilidad en menos de 90 días, no publicidad, algunos controles bancarios para Cuban, todo esto para tener una oportunidad de que Cuban decida financiar las ideas o de que otras personas tomaran esas ideas para estimular la economía.

## Vida privada
En septiembre del 2002, Cuban se casó con Tiffany Stewart en Barbados. Su primera hija, Alexis Sofía, nació en el 2005; su segunda hija, Alyssa, nació en el 2007, y su tercer hijo, Jake, nació en el 2010. La familia vive en Preston Hollow, Dallas, en una mansión de 24.000 pies cuadrados.

## Participación en TV Y Películas

### Películas de cine y televisión
- Talking About Sex (1994) como Macho Mark
- Perdido en el mal (1995) como villano
- The Cookout (2004) como él mismo
- Un paso adelante (2006) como él mismo
- Una pandilla de altura 2 (2006) como el entrenador del equipo Drop
- Eramos pocos (2008) como Seamus
- Sharknado 3 Oh Hell No! (2015) como el presidente de los Estados Unidos
- House Party (2023) como él mismo (cameo)
- Good Burger 2 (2023) como él mismo (cameo)

### Series de televisión
- Fast N' Loud (2013)
- Walker, Texas Ranger (2000) como él mismo
- WWE Serie Survivor - Cuban apareció en la multitud de la Serie Survivor del 2003 y fue víctima del RKO de la superestrella de la WWE Randy Orton
- The Benefactor – Cuban fue la estrella del reality que tuvo seis episodios en el 2004.
- Entourage (múltiples episodios en las temporadas 7 y 8) como él mismo.
- The Loop (episodio del 2007) como él mismo.
- WWE Raw – Mark Cuban apareció el 7 de diciembre de 2009 y fue lanzado contra una mesa por la estrella de la WWE Sheamus
- Dancing with the Stars – Cuban fue uno de los 12 participantes en la quinta temporada del show.[121] Él se asoció con la veterana del show Kym Johnson.[121] Después de haber participado durante cuatro semanas, fueron eliminados el 23 de octubre de 2007. Ellos fueron la quinta pareja en irse.
- The Simpsons – Cuban dio voz a su personaje en el episodio "Burns y las abejas".
- NBA All-Star Weekend Celebrity Game – Cuban jugó para el equipo del oeste en el juego de las estrellas de la NBA en el fin de semana del 12 de febrero del 2010.
- Entourage – Episodio 8 de la temporada 7  – "Sniff Sniff Gang Bang"; Episodio 3 de la temporada 8 - "Una última oportunidad."
- Colbert Report – apareció en el show para ser entrevistado como billonario.
- Sketchers Super Bowl Commercial – Apareció en el show como el administrador de Mr. Quiggly
- Trust Us With Your Life
- Los hombres que construyeron América
- Real Time with Bill Maher – (Episodio 220) Cuban apareció en el panel junto con Dan Savage, Chrystia Freeland, y Marc Maron, el 15 de julio de 2011.[122]
- Real Time with Bill Maher – (Episodio 255) Cuban apareció en el panel junto con Reihan Salam, Alex Wagner, y Chelsea Handler, el 17 de agosto de 2012.[123]
- Dallas (Episodio 8 - J.R.'s Masterpiece) como él mismo.
- Kick Buttowski: Suburban Daredevil (Episodio del 2012) como la voz de Mr. Gibble.
- Necessary Roughness (episodio del 2013) como él mismo.
- American Dad! - Cuban dio la voz a su personaje en el episodio del 2014 "Presentación de las azafatas traviesas".
- Shark Tank – Cuban apareció como un invitado en la temporada 2 y ha aparecido en la serie desde ese capítulo.
- Dragon's Den como él mismo en el primer episodio.
- Bad Teacher – como él mismo
- The Neighbors Episodio 7 de la temporada 2, como él mismo.
- The League - 1 episodio como él mismo
- Cristela - 1 episodio como él mismo.
- Brooklyn Nine-Nine como él mismo.